# Gian Giacomo Albertolli
Gian Giacomo Albertolli (Manno, 1761 – Milano, 1805) è stato un architetto svizzero, professore di Architettura civile all'Università di Padova.

## Biografia
Gian Giacomo Albertolli nasce nel distretto di Lugano nel Canton Ticino, da Francesco Antonio Albertolli e da Laura Maria Morganti di Manno.
Raggiunge dodicenne il padre a Parma, dove studia "le belle lettere, e la filosofia, e in appresso l'architettura sotto il rinomato architetto Petitot" (Ennemond Alexandre Petitot).

Nell'anno 1779-80 si iscrive all'Accademia di Milano, dove lo zio paterno, Giocondo Albertolli, insegnava Ornato.
Tra il 1782 e il 1783 insegna all'Accademia di belle arti di Brera.

A Padova viene incaricato dal Governo francese, con Decreto 30 ottobre 1797, di dirigere e sostenere la Scuola pratica di architettura civile.